# Parade du rire
Pour plus de détails, voir Fiche technique et Distribution.
Parade du rire est un film français réalisé par Roger Verdier, sorti en 1948.

## Synopsis
Sur des extraits de films, une grande dame et deux académiciens dissertent sur la définition du rire. Mais le débat finit en entartage généralisé.

## Fiche technique
- Titre : Parade du rire
- Réalisation : Roger Verdier
- Scénario : Roger Verdier et Jean Nohain
- Dialogues : Jean Nohain et Maurice Griffe[1]
- Photographie : Jean Lehérissey
- Montage : Roger Pacaut
- Musique : Henri Verdun
- Décors : Maurice Colasson
- Son : René Lécuyer
- Société de production : Coopérative générale du cinéma français
- Pays de production :  France
- Genre : Comédie
- Durée : 75 minutes (1 h 15)
- Date de sortie : 
  - France : 26 mars 1948
- Affiche : Roger Cartier (France)

## Distribution
Sur l'affiche officielle du film, sont nommés : Arletty, Lucien Baroux, Saturnin Fabre, Fernandel, Pierre Fresnay, Jean Gabin, Noel Noel, Max Linder, La belle Otero, Picratt, Raimu, Gabriel Signoret, Michel Simon et Jean Tissier. 
- Claude Dauphin : M. de la Bergère
- Félicien Tramel : M. Feuillage
- Jane Marken : Mme de Saint-Jules
- Alfred Pasquali : M. de Saint-Jules
- Annette Poivre : la jeune fille
- Jean Rigaux : M. Couci
- Paul Ollivier : M. Pouillouze
- Albert Rémy : Piton
- Jacqueline Joubert : ?
- Marcel Maupi : ?
- Pierre Moncorbier : ?
- Léon Pauléon : ?
- Fernand René : ?
- Jean Sylvain : ?
- Jean Vernier : ?
- Jacques Bernier : ?
- Maurice Porterat : ?
- Georgette Caro : ?
- Henri Chauvet : ?